# لياندرو دامياو

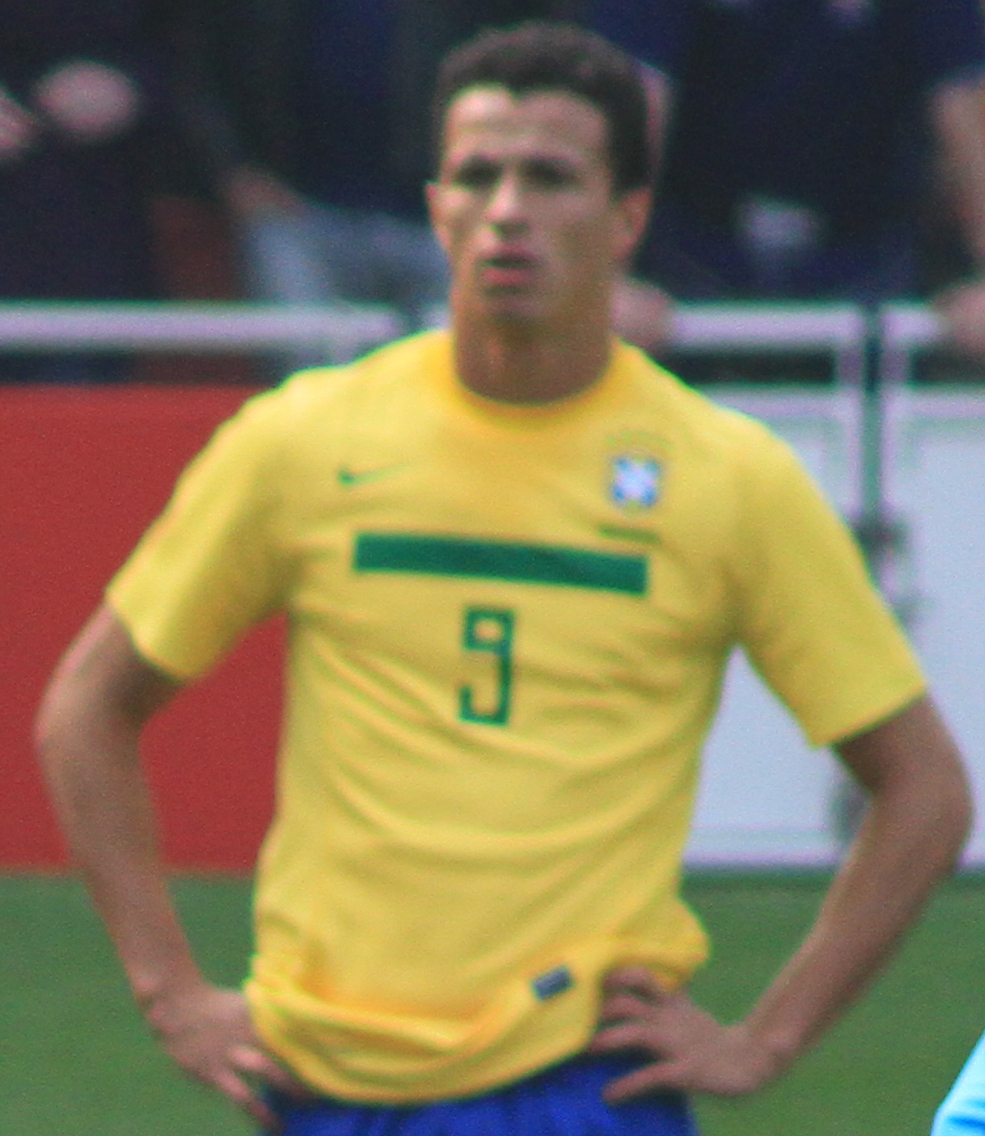
دامياو مع البرازيل في 2011

لياندرو دامياو دا سيلفا دوس سانتوس (بالبرتغالية: Leandro Damião) (مواليد 22 يوليو 1989 في جارديم أليغري)، والمعروف باسم لياندرو دامياو، هو لاعب كرة قدم برازيلي يلعب كمهاجم في نادي إنترناسيونال بالدوري البرازيلي لكرة القدم. إنضم إلى صفوف منتخب بلاده في عام 2011.

## وصلات خارجية
- لياندرو دامياو على موقع الاتحاد الدولي (مؤرشف)  (الإنجليزية)
- لياندرو دامياو على موقع رابطة كرة القدم اليابانية للمحترفين (اليابانية)
- لياندرو دامياو على موقع إي إس بي إن إف سي (الإنجليزية)
- لياندرو دامياو على موقع قاعدة بيانات كرة القدم.إي يو (الإنجليزية)
- لياندرو دامياو على موقع ليكيب (الفرنسية)
- لياندرو دامياو على موقع ناشيونال فوتبول تيمز (الإنجليزية)
- لياندرو دامياو على موقع Soccerbase.com (لاعب) (الإنجليزية)
- لياندرو دامياو على موقع Soccerway.com (الإنجليزية)
- لياندرو دامياو على موقع عالم كرة القدم.نت (الإنجليزية)
- لياندرو دامياو على موقع كووورة

- الموقع الرسمي نسخة محفوظة 21 أكتوبر 2011 على موقع واي باك مشين.
- لياندرو دامياو على المنتخبات الوطنية لكرة القدم